# دان ليفي
دان ليفي (مواليد 9 أغسطس 1983) هو ممثل، كاتب، مخرج ومنتج كندي، أشتهر لدوره في مسلسل شيت كريك.

## روابط خارجية
- دان ليفي على موقع IMDb (الإنجليزية)
- دان ليفي على موقع ألو سيني (الفرنسية)
- دان ليفي على موقع ميوزك برينز (الإنجليزية)
- دان ليفي على موقع قاعدة بيانات الفيلم (الإنجليزية)
- دان ليفي على موقع كينوبويسك (الروسية)